# عبد الحسين شرف الدين
السيد عبد الحسين شرف الدين (1290 هـ - 1377 هـ). عالم دين شيعي من جبل عامل، له العديد من المؤلفات وخاصة في مجال العقائد الشيعية، كما له العديد من المواقف السياسية من الأحداث التي كانت دائرة في زمانه.

## حياته

### نسبه
هو:«عبد الحسين بن يوسف بن جواد بن إسماعيل بن محمد بن محمد بن إبراهيم شرف الدين بن زين العابدين بن نور الدين الموسوي، الشهير بالسيد عبد الحسين شرف الدين.»
- والده: يوسف بن جواد بن إسماعيل بن محمد بن محمد بن إبراهيم شرف الدين الموسوي الشحوري، [2] درس في بداياته في مدرسة عبد الله نعمة في جباع، ثم سافر إلى النجف والكاظمية وقرأ على محمد باقر صاحب الرسائل ومحمد حاك كاظم وعباس الجصاني في الكاظمية، أما في النجف فقد قرأ على الفاضل الشربياني وملا كاظم الخرساني أقا رضا الهمداني والشيخ محمد حسين الكاظمي ولطف الله المازندراني، تزوج ببنت السيد هادي الصدر ورجع إلى بلاده وسكن في قرية شحور، وكان كثير العيال، توفي عام 1334 هـ
- والدته: هي بنت هادي ابن محمد علي ابن صالح الكبير.
- أخوه: شريف بن السيد يوسف شرف الدين[3]، ولد عام 1297 هـ توفي عام 1335 هـ
- قال عنه خاله حسن الصدر: «عالم فاضل محقق مدقق، ذو فضل واطلاع وغور في تحقيق الحقائق، كامل في أكثر الفنون الإسلامية، أحد المراجع في الدين اليوم، له مصنفات حسنة ومؤلفات نافعة، مروّج للدين نافع للمؤمنين» [4]

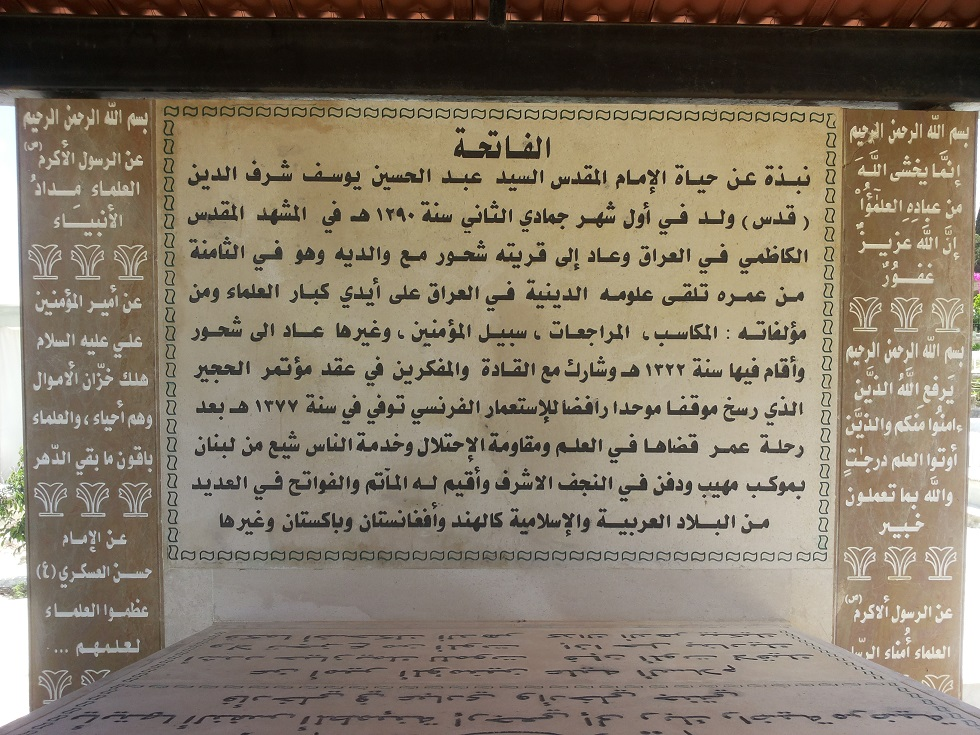
نبذة عن حياة السيد عبد الحسين موجودة فوق قبر والده السيد يوسف في بلدة شحور

### مولده
ولد في الكاظمية في العراق سنة 1873 م (1290 هـ)، وهو عاملي الأصل عراقي المولد، تربّى في كنف والده يوسف شرف الدين وجده هادي الصدر وتتلمذ عليهما في المقدمات

### دراسته وأساتذته
عاش في العراق منذ ولادته وحتى العام 1905 هـ (أي حوالي 32 عاما) نال خلالها درجة الاجتهاد المطلق، وبعدها عاد إلى جبل عامل، وسكن مدينة صور وأسهم في النهضة العلمية والأدبية في جبل عامل كما عمل على التقريب بين المذاهب الإسلامية من خلال الحوارات البنّاءة مع مشايخ وعلماء أهل السنّة.
وفي العراق درس في النجف وفي سامراء على أعلامهما أمثال كاظم اليزديّ ومحمّد كاظم الخُراسانيّ والإصفهانيّ ومحمد طه نجف وإسماعيل الصدر، وحسن الصدر

### نشاطاته في صور
يصف عبد الأمير سبيتي بيت السيد عبد الحسين شرف الدين في مدينة صور فيقول: «السيد عبد الحسين شرف الدين، أحد أعلام عصره علمًا وعملا وتأليفًا وجهادا وبناء لمؤسسات، ومرجعا لحلِّ المشكلات، وحاكما عدلا في من يرجع إليه من خلافات... وقد كان بيته لا يخلو من مراجع أو مستفت أو شاك أو صاحب حاجة أو زائر أو متفقِّد أو ضيف... في ليل أو نهار فالباب مشرع والديوان مفتوح»" 
إضافة إلى هذا فقد اعتنى السيد بتعليم الناشئة فأسس المدرسة الجعفرية في صور في العام 1938 كما كان له الدور الأساس في بناء مدرسة الزهراء، وأسّس السيّد نادياً سمّاه (نادي الإمام الصادق) للاحتفالات الدينيّة والمحاضرات الثقافيّة، ومسجداً أضافه إلى المدرسة والنادي.
ولرعاية الفقراء والمساكين أسّس (جمعيّة البرّ والإحسان)التي إضافة لدورها الاجتماعي كانت تقوم بدفنِ وتجهيز الموتى من المساكين كما ساهم في تأسيس الجمعية الخيرية الجعفرية.
من أوائل العلماء الشيعة الذين التفتوا إلى المهاجر في أفريقيا فأرسلوا المبلّغين إلى هناك وكان في مقدمتهم ولداه صدر الدين والسيد جعفر.
أسس الكلية الجعفرية لتربية الجيل الصاعد كما أسس الروضة الجعفرية للأطفال بقسميها البنين والبنات.

### في السياسة
- وقف بقوة إلى جانب الثورة العربية الكبرى، وكان من المنادين بالوحدة السورية تحت راية الملك فيصل.
- كان من المعارضين للوجود الفرنسي وكان له دور بارز في مؤتمر وادي الحجير (عام 1920) بالحضّ على مقاومة الوجود الفرنسي في بلاد الشام.
- شارك في مؤتمر علماء وادي الحجير، وكان له خطاب بليغ دعا فيه إلى نبذ التفرقة الطائفية، وانتخبه المؤتمر مع عبد الحسين نورالدين ومحسن الأمين ليلتقوا الملك فيصل ويفاوضوه باسم العامليين.[8]

- حكم عليه الفرنسيون بالإعدام غيابيا وأحرقوا داره ومكتبته النفيسة، فاضطر إلى الهرب خارج لبنان، فسكن دمشق فترة من الزمن، وبعدها ذهب إلى مصر، ومنها إلى فلسطين وأقام في قرية تسمى (علما) قرب الحدود مع جبل عامل حيث اجتمع بأهله ثانية هناك. وبعد استقرار الأوضاع أُسقط الحكم عنه فعاد إلى أسرته في مدينة صور [9]

### وفاته
توفي في مدينة صور سنة 1957 ميلادي (1377 هجرية)، ونُقل جثمانه إلى النجف فدفن في مشهد الإمام علي بن أبي طالب.

## أبناؤه
برز أبناؤه في شتى المجالات السياسية والثقافية والفكرية والأدبية والصحفية ومن أشهرهم:
1. محمد علي شرف الدين:(1318 - 1373 هـ) نبغ مبكرا وكان معقد آمال أبيه برز في المجالين الفكري والسياسي، لكن سارع إليه الأجل فتوفي في حياة والده. لم يبق من مؤلفاته غير كتابه شيخ الأبطح في حياة أبي طالب. من أبنائه حسين شرف الدين (أبو رائد - من مواليد 1929م) وهو سياسي وناشط ثقافي ومؤلف وكاتب.
2. محمد جواد شرف الدين: المفتي الجعفري الأسبق لمدينة صور أنجب ابناً وحيداً هو الوزير الأسبق المهندس جعفر محمد جواد شرف الدين الذي ولد في العام 1935م وله كتاب مشروع الليطاني بين الحقيقة والبهتان
3. محمد رضا شرف الدين: من أبنائه السيد حيدر تخرج من حوزتي النجف وقم وعاد إلى لبنان. أقام في الجنوب اللبناني وبرز دوره في إحياء الشعائر الدينية والتبليغ الديني، أنجب ولدين هما: السيد محمد رضا (الحفيد) باحث وأستاذ في الحوزة العلمية في قم والسيد مرتضى الذي عكف على الدراسة الدينية بعد تخرجه من الجامعة اللبنانية.
4. صدر الدين شرف الدين: من أبنائه السيد مصطفى والسيد أحمد وكلاهما توفي. وقد كان لهما دور من خلال رسالة التربية والتعليم، والسيد عمًار الذي تخرج من حوزة قم، انتقل إلى وطنه لبنان ومارس التدريس في حوزاته له مؤلفات منها بحث الجفر.
5. جعفر شرف الدين: هو جعفر عبد الحسين شرف الدين عمّ جعفر محمد جواد شرف الدين
6. عبد الله شرف الدين: تخرّج من الحوزات العلمية الشيعية وله كتب عديدة منها مع موسوعات رجال الشيعة

## مؤلفاته

غلاف كتاب المراجعات

غلاف كتاب أبو هريرة

له ما يقارب من الثلاثين مؤلّفا بين كتاب ورسالة وغيرها:
- المراجعات وقد انتشر انتشارا واسعا وطبع طبعات كثيرة
- المجالس الفاخرة في مآتم العترة الطاهرة
- الفصول المهمة في تأليف الامة
- سبيل المؤمنين : يشتمل على ثلاث مجلدات في الأئمة وأحوالهم ومناقبهم.
- بغية الراغبين في أحوال آل شرف الدين: وهو كتاب في تواريخ أسرته *وفروعها.
- شرح التبصرة : في ثلاث مجلدات.
- تعليقة على استصحاب رسائل الشيخ : في مجلد واحد.
- رسالة في " منجزات المريض " استدلالية.
- النصوص الجلية في امامة العترة الزكية : يشتمل على ثمانين نصا، أربعين مما أجمع على صحته المسلمون وأربعين مما انفردت به الإمامية.
- تنزيل الايات الباهرة في فضل العترة الطاهرة : يشتمل على مائة آية نزلت في أئمة أهل البيت بحكم الصحاح المجمع على تصحيحها.
- تحفة المحدثين في من أخرج عنه الستة من المضعفين.
- تحفة الأصحاب في حكم أهل الكتاب.
- الذريعة في نقض البديعة.
- الفضائل المختلقة وأحاديثها الملفقة.
- مختصر الكلام في مؤلفي الشيعة من صدر الإسلام.
- رسالة بغية الفائز في نقل الجنائز.
- زكاة الأخلاق
- رسالة " الفوائد والفرائد "
- تعليقة على صحيح البخاري
- تعليقة على صحيح مسلم
- الأساليب البديعة في رجحان مآتم الشيعة
- رسالة " النجعة في أحكام المتعة "
- الكلمة الغراء في تفضيل الزهراء
- أبو هريرة
- فلسفة الميثاق والولاية
- النص والاجتهاد
- مسائل فقهية
- إلى المجمع العلم العربي
- أجوبة مسائل جار الله
- كلمة حول الرؤية